# Женевско језеро
Женевско или Леманско језеро (фр. Lac Léman или Lac de Genève) је највеће језеро у Швајцарској. Оно је после Балатонског језера које се налази у Мађарској, највеће језеро у средњој Европи. Његова површина износи 582 km² (од чега 348 km² припадају Швајцарској, а 234 km² Француској). Његова максимална дубина износи 310 m.
На крају језера код Женеве, почиње река Рона која се улива у Средоземно море.
Кантони Швајцарске које се граниче са језером су кантон Женева, Во и кантон Вале. Два највећа града Швајцарске леже на обали Женевског језера, а то су (Женева и Лозана као и Нион).